# Las mujeres los prefieren pachuchos
Las mujeres los prefieren pachuchos es una obra de teatro en dos actos, el segundo dividido en tres cuadros, de Alfonso Paso, estrenada en Teatro Infanta Isabel de Madrid, el 25 de septiembre de 1963. 

## Argumento
Laura es una mujer acomodada casada en segundas nupcias con Melquiades. Una banda, liderada por Ernesto, merodea la vivienda familiar con la intención de asesinar a la mujer para hacerse con sus posesiones. Tras varios intentos frustrados de asesinato, la banda se desmantela, y Ernesto, que en realidad es su cómplice, queda paralítico. Desconocedora de esta circunstancia, Laura comienza a envenenarlo para evitar que se aleje de ella. Es lo mismo que hizo con su primer marido. Melquiades, por su parte, termina de liquidar a Ernesto y se casa con Laura con el único ánimo de rematar el crimen y heredar su fortuna. Pero ella, como es su costumbre, ya ha comenzado a suministrarle veneno.

## Representaciones destacadas
- Teatro (Estreno, 1963). Intérpretes: Isabel Garcés, Mercedes Muñoz Sampedro, Ana María Morales, Hugo Pimentel, Pepe Morales, Ángel Garasa, Ramón Olías, Antonio Paúl, Angelines Montenegro.